# Dolmen von Coste-Rouge

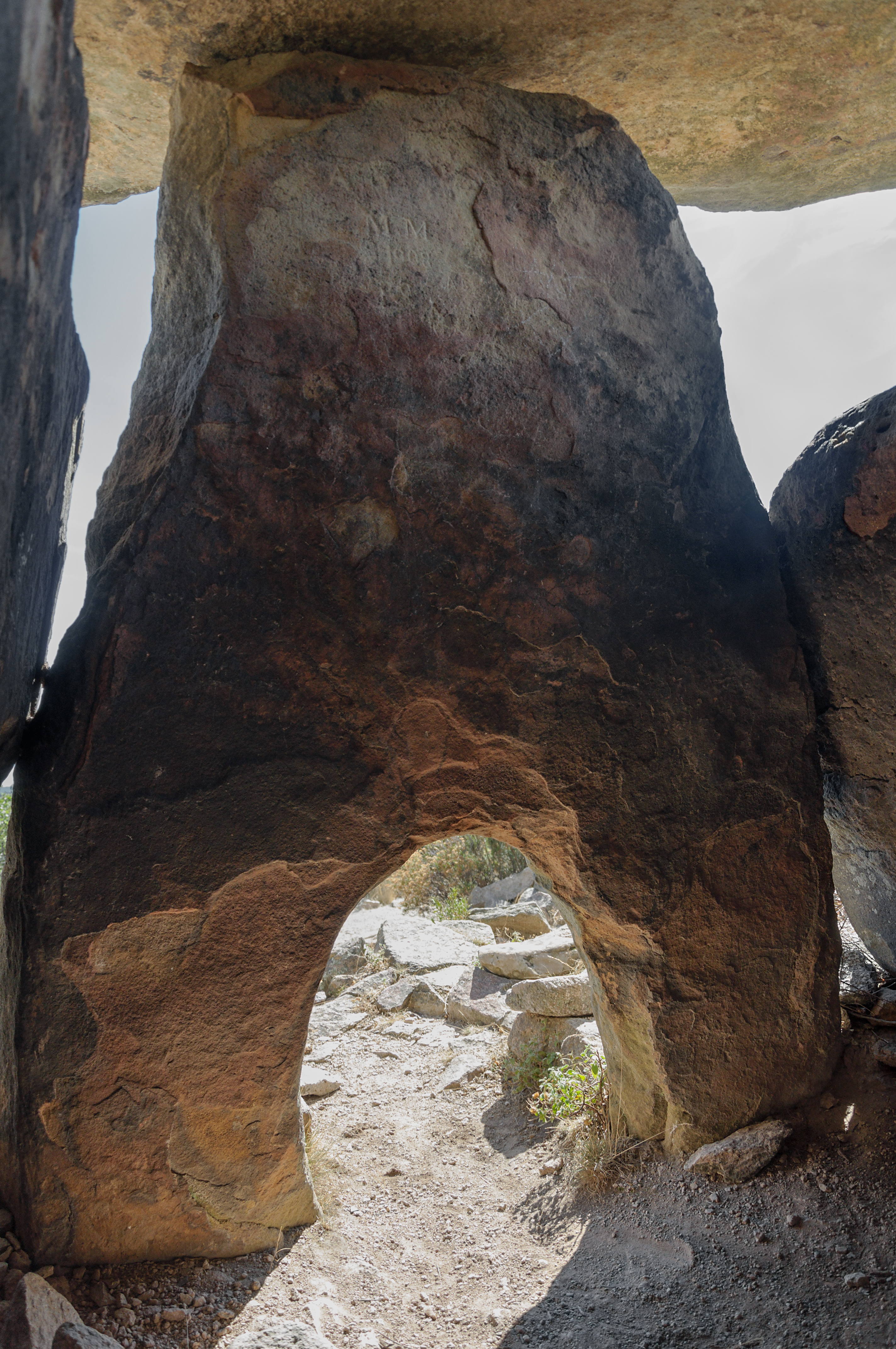
Innenansicht

Der Dolmen von Coste-Rouge (auch Ostalet das Fadas oder Maison des Fées genannt) ist eine Megalithanlage der Bronzezeit östlich von Soumont, oberhalb von Lodève im Département Hérault in Südfrankreich. Dolmen ist in Frankreich der Oberbegriff für Megalithanlagen aller Art (siehe: Französische Nomenklatur).

## Beschreibung
Der Dolmen liegt auf einer runden Steinterrasse, die auf der Zugangsseite noch erkennbar ist. Der Rest ist unter dem Steinmaterial des Cairns begraben. Die Steine stammen von einem nahe gelegenen Ort namens Pierre-rouge. In den Sandstein des Zugangssteins wurde ein ofentürartiges Seelenloch geschnitten. Die drei Meter lange und zwei Meter breite Kammer wird von vier Steinen gebildet, von denen zwei in über zwei Meter Höhe den allseits weit überstehenden Deckstein tragen.
Der Dolmen liegt auf dem Gelände des ehemaligen Klosters St-Michel de Grandmont, auf der „Coste Rouge“ genannten Landzunge. Die Ausgrabungen ergaben, dass er spätestens um 1500 v. Chr. errichtet wurde, da er noch menschliches Knochenmaterial aus dieser Zeit enthielt. 
Der Dolmen ist seit 1900 als Monument historique geschützt.